# Candor Colles
I Candor Colles sono una struttura geologica della superficie di Marte.